# Gdańsk Nowy Port
Gdańsk Nowy Port – zlikwidowana stacja końcowa Szybkiej Kolei Miejskiej (zawieszona od 14 grudnia 2002), leżąca w dzielnicy Nowy Port.
Stacja znajduje się na obszarze Nowego Portu i dysponuje jednym peronem (odjazdy i przyjazdy pociągów SKM odbywały się w ruchu wahadłowym z jednego toru). W bliskim sąsiedztwie stacji (dojście przez ulicę Podjazd) przebiega ulicą Oliwską linia tramwajowa łącząca Nowy Port z Brzeźnem i Wrzeszczem.

## Historia

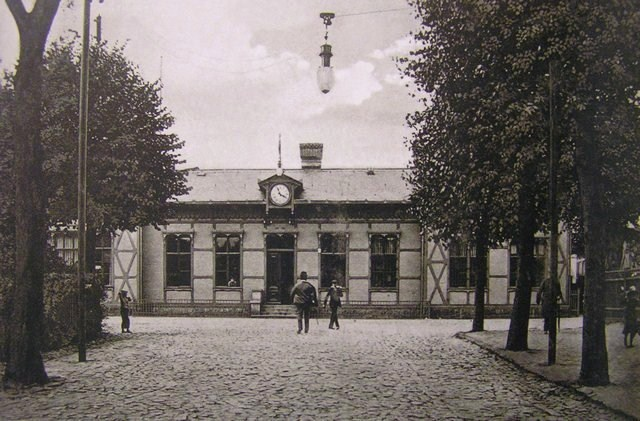
Nieistniejący dworzec kolejowy

Przystanek obsługiwał obszar portowo-przemysłowy nad Kanałem Portowym vis-a-vis Westerplatte i pobliski zespół szkół ogólnokształcących.
Stacja była końcową stacją linii kolejowej Gdańsk Brama Nizinna – Nowy Port zbudowanej w 1867. Była to głównie stacja towarowa.
Budynek dworca został zniszczony w trakcie walk o Gdańsk w 1945. Po zniszczeniach wojennych, przebudowie Nabrzeża Oliwskiego i poszerzeniu Kanału Portowego przebudowano torowisko. Część pasażerska stacji stała się końcowym przystankiem osobowym dla uruchomionej w 1951 SKM.
W trakcie remontu dojazdu do Terminalu Promowego w Nowym Porcie, który miał miejsce latem 2007, całkowicie zdemontowano tor między p.o. Gdańsk Brzeźno a p.o. Gdańsk Nowy Port. W praktyce oznacza to, że p.o. Gdańsk Nowy Port ulegnie całkowitej fizycznej likwidacji.